# Encarta
Encarta 是微软過往曾推出的數碼多媒体百科全书，部份內容整合自ABC百科全書中的科里爾百科全書。Encarta也有線上版，但是線上版只包含有限内容，完整版本是必须购买才能获得的。现在Encarta与Microsoft Student系列软件一同售出。 2008年，完整的英文版Encarta Premium有超过62,000篇条目。
《Microsoft Student with Encarta Premium 2009》包括了适应从小学（7岁）至大学的学生学习内容与工具、电子百科、多语种字典以及一套儿童教育软件（《Encarta kids》）。与其他电子百科相比，Encarta的优势在于大量的多媒体资料。缺点是其中部分内容不甚客观，有以美国为中心的倾向，而且内容更新的速度也比较慢，Encarta 2009中很多数据已經改為2007－2008年的资料。
2009年3月，微软宣布停止Encarta光盘和在线版本。除日本外的所有国家/地区的MSN Encarta站点于2009年10月31日关闭。日本的Encarta站点于2009年12月31日关闭。但dictionary.msn.com上的Encarta在线词典将继续由Microsoft运营。

## 历史
大英百科全书1989年出版的康普顿多媒体百科全书是第一部多媒体CD-ROM百科全书。
Grolier1985年出版的CD-ROM上的美国学术百科全书是纯文本的。1990年，当它被称为新格罗利尔电子百科全书（1988-1991）时，增加了静态图片。格罗利尔多媒体百科全书CD-ROM于1992年作为新格罗利尔多媒体百科全书首次出现。
微软通过购买Funk & Wagnalls百科全书的非专有权利来发起Encarta，并于1993年将其合并到其第一版中。（Funk & Wagnalls 继续独立于Encarta 出版修订版数年，但在1990年代后期停止印刷。) 微软最初在1980年代接触了大英百科全书，这是一个多世纪以来百科全书的黄金标准，但它拒绝了，认为它的印刷媒体销售会受到损害。然而，本顿基金会在1996年被迫以低于账面价值的价格出售大英百科全书公司，当时印刷品销售不再能够与Encarta专注于将副本与新计算机系统捆绑在一起的Microsoft分销渠道竞争。
1990年代后期，微软从Macmillan手中收购了Collier的百科全书和New Merit Scholar 的百科全书，并将它们并入Encarta。因此，当前的Microsoft Encarta可以被认为是Funk和Wagnalls、Collier和New Merit Scholar百科全书的继任者。这些以前成功的百科全书在并入Encarta后，都没有长期出版。
微软即后又推出了几个翻译成英语以外语言的区域版本的Encarta。例如，巴西葡萄牙语版本于1999年推出，并于2002年暂停使用。西班牙语版本比英语版本略小，有42,000篇条目。
2006年7月，总部位于伦敦的Websters International Publishers在华盛顿贝尔维尤的子公司Websters Multimedia从Microsoft手中接管了Encarta的维护工作。最后一个版本是Encarta Premium 2009，于2008年8月发布。
微软于2009年3月宣布，将在2009年6月之前，在全球停止销售Microsoft Student和所有版本的Encarta Premium软件产品，理由是人们寻求信息的方式以及传统百科全书和参考资料市场的变化是主要原因。Encarta 的更新一直提供到2009年10月。此外，MSN Encarta 网站已于2009年10月31日左右停止使用，2009年12月31日停止使用的Encarta Japan除外。现有的MSN Encarta Premium（MSN Premium 的一部分）订阅者将获得退款。Encarta 的关闭被广泛归因于来自在线百科全书领导者维基百科的竞争。
维基媒体基金会已与微软接洽，要求在免费许可下发布Encarta数据，但维基百科的联合创始人吉米·威爾斯表示，“社区可能不会觉得它有用。但是，这些图像可能有用。”

## Encarta Dictionaries

Encarta Dictionaries界面

Encarta Dictionaries是Encarta裏的一部英文词典软件，这部词典里有词典（Dictionary）、类语辞典（Thesaurus）、5种语言词汇翻译（英语与西班牙语互译、英语与法语互译、英语与德语互译、英语与意大利语互译）、动词时态用法这4类功能。
在Encarta Dictionaries的词典功能中，绝大多数英语词汇都可点选真人词汇发音（美式发音），以便使用者知道词汇的正确读音。